# Ilja Worobjow
Ilja Pietrowicz Worobjow, ros. Илья Петрович Воробьёв (ur. 16 marca 1975 w Rydze) – rosyjski hokeista, reprezentant Rosji, trener hokejowy.
Jego ojciec Piotr (ur. 1949) i brat Aleksiej (ur. 1987) także zostali hokeistami oraz trenerami.

## Kariera zawodnicza
- Dinamo 2 Moskwa (1991-1993)
- Dinamo Moskwa (1992/1993)
- Frankfurter ESC (1993-1994)
- Frankfurt Lions (1994-1999)
  -  Frankfurter ESC - juniorzy (1994-1996)
- Krefeld Pinguine (1999-2001)
- Adler Mannheim (2001-2003)
- Łada Togliatti (2003-2005)
- Mietałłurg Magnitogorsk (2005-2006)
- Chimik Mytiszczi (2006-2007)
- Frankfurt Lions (2007-2010)

Wychowanek Dinama Moskwa. W 1993 wyjechał do Niemiec zostając zawodnikiem klubu z Frankfurtu w 2. Bundeslidze, a od 1994 w rozgrywkach DEL (trenerem był tam jego ojciec). Po sześciu sezonach w tym zespole grał jeszcze w drużynach z Krefeld i Mannheim. Od 2003 przez cztery sezony grał w superlidze rosyjskiej, a w 2007 powrócił na trzy ostatnie lata kariery do Frankfurtu.
W barwach WNP uczestniczył w turnieju mistrzostw świata do lat 17 edycji 1992, a następnie w barwach Rosji uczestniczył w turniejach mistrzostw Europy juniorów do lat 18 edycji 1993, mistrzostw świata juniorów do lat 20 edycji 1995, a w sezonie 1997/1998 występował w kadrze Rosji.

## Kariera trenerska
- Löwen Frankfurt (2010–2011), asystent trenera
- Łoko Jarosław (2011), asystent trenera
- Łokomotiw Jarosław (2011-2012), asystent trenera
- Mietałłurg Magnitogorsk (2012-2012), asystent trenera
- Mietałłurg Magnitogorsk (2015-2018), główny trener
- Reprezentacja Rosji (2015-2018), asystent trenera
- Reprezentacja Rosji (2018-2019), główny trener
- SKA Sankt Petersburg (2018-2019), główny trener
- Mietałłurg Magnitogorsk (2019-), główny trener

Jako trener początkowo pracował we Frankfurcie. Następnie sezon 2011/2012 rozpoczął jako asystent w juniorskiej drużynie Łoko Jarosław w rozgrywkach MHL (u boku swojego ojca Piotra), a po katastrofie lotniczej z 7 września 2011 (zginęła wtedy cała drużyna Łokomotiwu), w grudniu tego roku wszedł do sztabu trenerskiego nowo utworzonej drużyny klubu i przeniesionej tymczasowo do rozgrywek WHL (głównym szkoleniowcem został wtedy jego ojciec Piotr). W 2012 wszedł do sztabu trenerskiego Mietałłurga Magnitogorsk. W połowie 2015 został mianowany tymczasowym szkoleniowcem tej drużyny, a 19 października 2015 powołano nowy sztab szkoleniowy, w którym został głównym trenerem. Równolegle podjął pracę z reprezentacją Rosji. Początkowo był asystentem Olega Znaroka, uczestnicząc w turniejach mistrzostw świata edycji 2016, 2017, Pucharu Świata w 2016. W ramach ekipy olimpijskich sportowców z Rosji brał udział w turnieju zimowych igrzysk olimpijskich 2018. 12 kwietnia 2018 ogłoszono, że został tymczasowym głównym trenerem kadry. W tym charakterze prowadził reprezentację w turniejach MŚ edycji 2018, 2019. Ze stanowiska odszedł w lipcu 2019.
1 czerwca 2018 został ogłoszony głównym trenerem SKA Sankt Petersburg. We wrześniu 2019 wrócił na stanowisko szkoleniowca Mietałłurga. 

## Sukcesy
Zawodnicze reprezentacyjne
- Srebrny medal mistrzostw Europy juniorów do lat 18: 1993 z Rosją
- Srebrny medal mistrzostw świata juniorów do lat 20: 1995 z Rosją

Zawodnicze klubowe
- Srebrny medal mistrzostw Niemiec: 2002 z Adler Mannheim
- Puchar Niemiec: 2003 z Adler Mannheim

Szkoleniowe klubowe
- Złoty medal Regionalligi West: 2011 z Löwen Frankfurt
- Puchar Gagarina – mistrzostwo KHL: 2014, 2016 z Mietałłurg Magnitogorsk
- Złoty medal mistrzostw Rosji: 2014, 2016 z Mietałłurg Magnitogorsk
- Finał o Puchar Gagarina: 2017, 2022 z Mietałłurg Magnitogorsk
- Srebrny medal mistrzostw Rosji: 2017, 2022 z Mietałłurg Magnitogorsk
- Brązowy medal mistrzostw Rosji: 2019 ze SKA Sankt Petersburg

Szkoleniowe reprezentacyjne
- Brązowy medal mistrzostw świata: 2016, 2017, 2019 z Rosją
- Złoty medal zimowych igrzysk olimpijskich: 2018 z olimpijczykami z Rosji

Odznaczenie
- Order Przyjaźni (2018)[13]

Wyróżnienie
- Pierwsze miejsce wśród trenerów ostatniego pięciolecia KHL w klasyfikacji prowadzenia ponad 100 meczów (luty 2020)[14]